# Ішацьке сільське поселення
Іша́цьке сільське поселення (рос. Ишакское сельское поселение) — муніципальне утворення у складі Чебоксарського району Чувашії, Росія. Адміністративний центр — село Ішаки.
Станом на 2002 рік існували Анаткас-Маргинська сільська рада (присілки Анаткас-Маргі, Ківсерт-Маргі, Малдикаси, Сятра-Маргі) та Ішацька сільська рада (село Ішаки, присілки Ирашпулих, Кібеккаси, Хора-сірма, Чиганари).

## Населення
Населення — 1769 осіб (2019, 2082 у 2010, 2070 у 2002).

## Склад
До складу поселення входять такі населені пункти:
| Населений пункт         | Населення, осіб (2002) | Населення, осіб (2010) |
| ----------------------- | ---------------------- | ---------------------- |
| Анаткас-Маргі, присілок | 287                    | 349                    |
| Ирашпулих, присілок     | 164                    | 142                    |
| Ішаки, село             | 631                    | 633                    |
| Кібеккаси, присілок     | 74                     | 64                     |
| Ківсерт-Маргі, присілок | 147                    | 124                    |
| Малдикаси, присілок     | 133                    | 128                    |
| Сятра-Маргі, присілок   | 260                    | 240                    |
| Хора-Сірма, присілок    | 150                    | 163                    |
| Чиганари, присілок      | 224                    | 237                    |